# Petites îles de la Sonde occidentales
Les Petites îles de la Sonde occidentales (en indonésien Nusa Tenggara Barat, souvent abrégé NTB) constituent une province d'Indonésie composée de la partie occidentale des Petites îles de la Sonde. Elle est bordée à l'ouest par le détroit de Lombok (mer de Bali), au nord par la mer de Bali, au nord-est par la mer de Florès, à l'est et au sud-est par la mer de Savu, et au sud par l'océan Indien. Sa capitale est Mataram sur l'île de Lombok.
Les deux îles principales de la province sont Lombok avec 4 739 km2 de superficie et Sumbawa avec 15 414 km2. La population de la province était de 5,32 millions d'habitants en 2020.
La superficie totale de la province est de 49 320 km2, dont 20 150 km2 de terres émergées.

## Divisions administratives
La province est divisée en huit kabupaten :

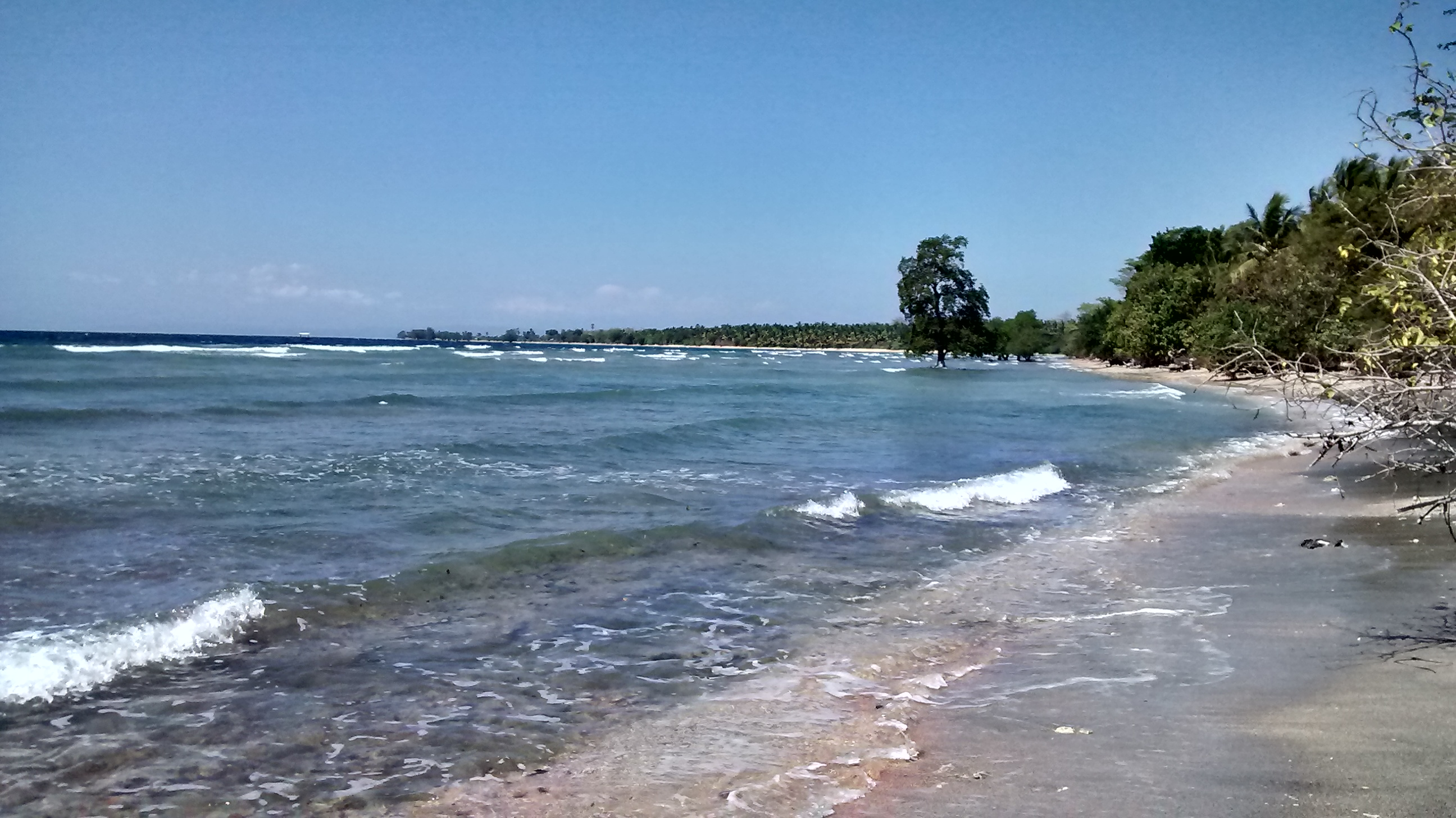
Rhee Loka dans la régence de Sumbawa

- Bima (Raba) ;
- Dompu (Dompu) ;
- Lombok occidental (Mataram) ;
- Lombok central (Praya) ;
- Lombok oriental (Selong) ;
- Lombok du Nord (Tanjung) ;
- Sumbawa (Sumbawa Besar) ;
- Sumbawa occidental (Taliwang).

et deux kota :
- Bima ;
- Mataram.

## Histoire

### Lombok
Le Nagarakertagama, poème épique écrit en 1365 sous le règne (1350-89) du roi Hayam Wuruk de Majapahit dans l'est de l'île Java, cite Lombok parmi les « contrées tributaires » de ce royaume. Selon des légendes locales, deux des plus vieux villages de Lombok, Bayan et Sembalun, auraient été fondés par un prince de Majapahit. Les références à une origine Majapahit sont courantes en Indonésie, notamment dans l'île voisine de Bali. On trouve des éléments javanais dans la langue sasak de Lombok.
Dans les années 1630 le Dewa Agung (roi) de Gelgel à Bali mène des campagnes de conquête à Lombok et Sumbawa, où il se heurte à l'expansion du royaume de Gowa du sud de Sulawesi. À la fin du XVIIe siècle, des soldats Bugis et Makassar, fuyant l'autoritarisme de leur souverain, écument les mers de l'archipel et sévissent notamment à Lombok.
En 1740, Lombok est fermement sous le contrôle du royaume de Karangasem dans l'est de Bali. Au début du XIXe siècle, le rapport s'est inversé et c'est le roi balinais de Lombok qui est souverain de Karangasem. Lombok soutient la campagne hollandaise contre Karangasem.
Mais les Hollandais voulaient contrôler Lombok. En 1891, le roi balinais de Lombok lève des troupes parmi ses sujets Sasak musulmans pour mener campagne à Bali. L'événement déclenche un soulèvement, dirigé par un maître religieux. Les Hollandais en font un prétexte d'intervention, et débarquent à Lombok en 1894. Une première expédition est mise en déroute par les troupes balinaises. Mais les Hollandais finissent par conquérir la capitale. La prise d'assaut du dernier bastion des Balinais poussent ceux-ci à commettre le puputan, une bataille jusqu'à la mort.

### Sumbawa
Des textes attestent que Bima dans l'île de Sumbawa est, au moins depuis le XIVe siècle, un relais sur la route maritime reliant les royaumes de l'ouest de l'archipel indonésien aux Moluques productrices d'épices comme le clou de girofle et la noix de muscade. Au XVIIe siècle, Bima est annexé par le royaume de Gowa dans le sud de Sulawesi. La cour de Bima, originaire de cette région, a tenu pendant les XIXe et XXe siècles un journal écrit en malais.
Le sultanat de Sumbawa occupait la partie occidentale de l'île. Le palais des sultans ou Dalam Loka (« palais du monde ») se trouve sur l'île de Pulau Panjang. Il fut construit en 1885 par le sultan Jalashuddin. Sumbawa était située sur une route commerciale ent Java et d'une part, l'île de Timor, qui produisait le bois de santal, à l'est et d'autre part les Moluques, les « îles aux épices », au nord.
Au XVIIe siècle, Sumbawa passe sous l'influence du royaume makassar de Gowa dans le sud de Sulawesi. Son roi se convertit à l'islam.

## Démographie

### Langues et culture
Les habitants natifs de Lombok sont les sasak. À Sumbawa, il y a plusieurs peuples natifs, dont les bimas, les sumbawas et les dompus. Des minorités balinaises et javanaises sont également présentes dans la province.

### Religion
|                | Quantité  | %      |
| -------------- | --------- | ------ |
| Islam          | 5 445 137 | 96,90% |
| Hindouisme     | 133 178   | 2,37%  |
| Bouddhisme     | 17 043    | 0,30%  |
| Protestantisme | 13 781    | 0,25%  |
| Catholicisme   | 10 243    | 0,18%  |
| Autres         | 68        | <0,01% |